# پانته‌آ

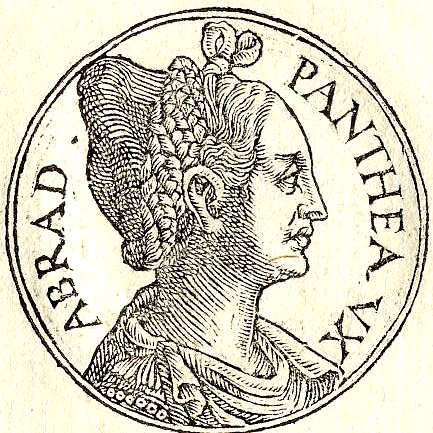
یک ریزنگاشت از پانته آ

پانته‌آ ارتشبد (۵۳۹ پیش از میلاد)، (در لغت‌نامه دهخدا به صورت پان‌ته‌آ آمده) یک ستوان فرمانده ایرانی بود. او در ارتش کوروش کبیر خدمت می‌کرد.
او نقش مهمی در نبرد اوپیس در سال ۵۳۹ پیش از میلاد ایفا کرد. او همچنین در تشکیل ۱۰۰۰۰ «جاودانه پارسی» به همسرش کمک کرد. او تنها زنی نبود که در ارتش خدمت کرد، زیرا ستوان فرمانده آرتونیس (حدود ۵۰۰–۵۴۰ پیش از میلاد)، دختر ژنرال آرتباز، نیز در ارتش کوروش (یا داریوش اول) خدمت می‌کرد. آنها اغلب به عنوان نماینده سایر سربازان زن ایرانی باستان مطرح می‌شوند، زیرا مشخص است که زنان می‌توانستند در ارتش ایران باستان خدمت کنند.
طبق داستانی رمانتیک در زندگی‌نامه غیر تاریخی گزنفون دربارهٔ کوروش دوم، پادشاه بزرگ ایرانی، کوروش (کتاب ۵–۷)، پانته‌آ همسر فوق‌العاده جذاب و زیبای آبراداتاس، پادشاه ادعایی سوسیانا بود. شکل آنها ممکن است تاریخی نباشد. به گفته گزنفون، آبراداتاس از متحدان پادشاه آشور در مبارزه با کوروش بود. هنگامی که پادشاه ایران توانست اردوگاه آشوریان را فتح کند، پانته‌آ نیز اسیر او شد. در آن زمان شوهرش در یک سفر دیپلماتیک نزد پادشاه باختری بود. کوروش که توسط گزنفون به عنوان فرمانروایی ایدئال معرفی شده بود، کوروش چون دید، شوهر زن غایب است، او را تحت مراقبت آراسپاس معتمد خود قرار داد و از او در برابر حملات ناشایست دفاع کرد، به طوری که او نیز به نوبه خود شوهرش را متقاعد کرد که به کوروش بپیوندد. در جریان نبرد با کرزوس، آبراداتاس کشته شد (از نظر تاریخی، جنگ کوروش و کرزوس به حدود سال ۵۴۱ پیش از میلاد برمی گردد). پانته‌آ از دست دادن شوهرش دلشکسته بود و بر بالین او با خنجر به خود ضربه زد و خودکشی کرد و در نتیجه سه خواجه او نیز خود را کشتند. داستان این زوج سلطنتی بعدها چندین بار از جمله در دوران باستان توسط لوسیان ساموساتا و فلاویوس فیلوستراتوس پوشش داده شد.
کوروش کبیر، پادشاه ایران آرامگاهی برای این زوج ـ پانته‌آ و آبراداتاس ـ بنا نهاد که گفته می‌شود بقایای آن هنوز در عراق باقیست. بر ستونی که به خط بابلی نام آن زن و شوهر حک شده‌است، نوشته‌اند «عَلَم داران».
Pan Teh A- a Persian word meaning a strong Beauty (God of Beauty) or guardian of the person of the mighty. Original Greek: it means a unity with God or the wages ...

## داستان
هنگامی که مادها پیروزمندانه از جنگ شوش برگشتند، غنائمی با خود آورده بودند که بعضی از آن‌ها را برای پیشکش به کورش بزرگ عرضه می‌کردند. در میان غنائم زنی بود بسیار زیبا و به قولی زیباترین و جذاب‌ترین زن شوش که او را پانته‌آ می‌نامیدند حداقل می‌توان گفت یکی از زیباترین و جذاب‌ترین زنان جهان بود چرا که همه زنان شوش زیبای فوق‌العاده‌ای در میان زنان جهان داشتن به همین دلیل وی زیباترین زن شوش در میان تمام زنان هست و این ثابت می‌کرد که او زیباترین زن جهان است وی در هنگام اسارت همسرش به نام «آبراداتاس» برای انجام دادن مأموریتی از جانب شاه خویش (نبونعید شاه بابل) رفته بود. چون وصف زیبایی پانته‌آ را به کورش گفتند، کورش درست ندانست که زنی شوهردار را از همسرش بگیرد. مادی‌ها اصرار داشتند که کوروش حداقل یک بار زن را ببیند تا شاید نظرش عوض شود و کوروش گفت: می‌ترسم او را ببینم و عاشقش شوم و نتوانم او را به شوهرش بسپارم.
پس او را تا بازآمدن همسرش به یکی از ندیمان که مردی به نام آراسپ - هم بازی کودکی کوروش- بود سپرد اما آراسپ خود عاشق پانته‌آ شد و خواست از او کام بگیرد، پانته‌آ به ناچار از کوروش کمک خواست. کوروش که مطلع شد از عجز و زبونی آراسپ که خود را در برابر عشق رویین‌تن می‌دانست به خنده درآمد و آرتاباس سردار خود را به همراه خواجه ای نزد وی فرستاد و به او تأکید کرد، آراسپ را تهدید نماید که مبادا از راه جبر و عنف به زن پاکدامنی چون پانته آ تجاوز کند، ولی به آرتاباس اجازه داد که با وی صحبت کند و از او خواست با تندی و شدت عمل با آراسپ برخورد کند و تا جایی که می‌تواند رعب و ترس در دلش ایجاد کند. آراسپ مرد نجیبی بود، به شدت شرمنده شد.
پانته آ پس از مشاهدهٔ رفتار جوانمردانه کورش قاصدی را مأمور ساخت تا به تاخت به سوی سرزمین باکتریان رفته و آبراداتس را از ماوقع کارها با خبر سازند. هنگامی که آبرداتاس به ایران آمد و از موضوع با خبر شد، به پاس جوانمردی کوروش بر خود لازم دید که در لشکر او خدمت کند. خویشتن داری کورش، چشم پوشیدنش از یک زن اسیر، آن هم به زیبایی و جذابیت پانته آ، کاری غیرمنتظره و دور از حدس و گمان کمتر کسی بود. تا آن روزگار کسی به خاطر نمی‌آورد که پادشاهی از غنیمت جنگی خود صرف نظر نماید، حال آنکه آن غنیمت زنی به زیبایی پانته آ باشد. می‌گویند هنگامی که آبراداتاس به سمت میدان جنگ روان بود پانته آ از طلاهای خود برای او کلاه خود و دستبندها و بازوبندهایی از طلا و همچنین بالا پوشی ارغوانی که تا قوزک پای او را می‌پوشاند و منگوله ای بزرگ با پر عقاب که بالای کلاه خود می‌گذاردند به اندازهٔ لباس‌ها و کلاه خود او تهیه دیده بود پیش آورد و بر او پوشاند و گفت: «تو بهترین زینت و زیور من خواهی بود.» سپس پانته آ دستان او را گرفت و در حالی که اشک از چشمانش سرازیر بود گفت:
«ای آبراداتس، اگر در دنیا زنانی باشند که همسر خود را بیش از خود دوست و گرامی داشته باشند، به یقین یکی از آنان من خواهم بود، آیا حاجتی است که آن را به ثبوت برسانم؟ سوگند به عشقی که من به تو دارم و عشقی که تو به من داری… من هم همان طور که تو برای زندگانی با شرافت آفریده شده‌ای، جز به زندگانی با عزت و افتخار تن نخواهم داد. کورش شایستهٔ این است که ما تا جان در بدن داریم در راه سپاسگزاری اش بکوشیم، او نسبت به ما حق بزرگی دارد. من در دست او اسیر بودم، اما نه تنها رفتاری که با بردگان و کنیزان معمول است در حق من روا نداشت، بلکه حتی نیت کوچک‌ترین اهانت در برابر آزاد کردن من نیز به خاطرش خطور نکرد. مرا برای تو پاک نگه داشت، چنان‌که گویی برای برادرش نگاه می‌داشت. کدام پادشاهی تا کنون چنین رفتاری با اسیر خود داشته‌است؟»
آبراداتاس در جنگ مورد اشاره کشته شد و پانته‌آ بر سر جنازهٔ او رفت و شیون و زاری کرد. کورش که این خبر را بشنید آهی پر سوز کشید و بی درنگ بر اسب خویش سوار شد و با هزار نفر سوار به آن محل ماتم رو آورد. به گاداتس و گوبریاس امر داد که فاخرترین و مجلل‌ترین تزئینات را با خود بردارند تا جنازهٔ آن مرد شریف را که شجاعانه جان خود را فدا کرده بود بپوشانند. سپس فرمان داد گله داران گاو و گوسفند فراوان به آن محل منتقل نمایند تا بر سر مزارش قربانی کنند.
کورش به محض این که پانته آ را دید که بر خاک نشسته و سر شوهرش را بر روی زانوی خود نهاده‌است، اشک در چشمانش حلقه زد، با حالی زار بگریست و بانگ برآورد:
«دریغ، دریغ ای روح باوفا و شجاع که رفتی و ما را ترک گفتی. دریغ، دریغ ای آبراداتس برادر من.» آن گاه زانو بر زمین زد و دست آن یار دلیر را گرفت. ولی دست مرده در کفش باقی ماند، چون دشمنان با بی رحمی و شقاوت آن را از بدن جدا نموده بودند. درد و الم کورش از این اتفاق مضاعف شد. پانته آ شیون کنان دست بریده را از کورش گرفت، آن را بوسید و سعی کرد به بدن شوهرش ملحق کند.
کوروش به ندیمان پانته‌آ سفارش کرد که مراقب او باشند، اما پانته‌آ در یک لحظه از غفلت ندیمان استفاده کرد و خنجری که به همراه داشت را در سینهٔ خود فروکرد و در کنار جسد همسر به خاک افتاد. کورش به محض این که از عمل پانته آ اطلاع یافت سراسیمه به آن محل دوید تا اگر به کمکی احتیاج بود مبادرت ورزد. خواجگان پر محبت و با وفا و دایه نیز چون این صحنه را بدیدند هر چهار نفر خنجرهای خود را از نیام برکشیدند و در همان محلی که بانویشان مقرر نموده بود بایستند، سینهٔ خود را سوراخ کردند و به خاک در غلتیدند.
پیکر آن دو دلداده و خدمه وفادارشان را با هزاران گل و سبزه‌های معطر پوشاندند و در میان حزن و اندوه همگان آن‌ها را در درون تابوتشان و در آرامگاه ابدیشان قرار دادند. - ایرانیان رسم به خاک کردن مردگان را نداشتند – بنا به دستور کورش نام آن دو عاشق وفادار بر ستون آرامگاهشان به زبان بابلی حک شد. می‌گویند این بنا که به یادگار آن دو همسر با وفا و خواجگانشان به دست کورش ساخته شد هنوز بر پاست، بر ستونی که به خط بابلی نام آن زن و شوهر منقور است، نوشته‌اند «علم داران». در یک روز از سال تمام زن و شوهران و هر زوج عاشقی به محل دفن آن‌ها آمده به آن‌ها ادای احترام کرده و یاد و خاطره آن زوج عاشق و پاکدامن را گرامی می‌دارند. اطلاعات کاملی از داستان پانته‌آ و کورش بزرگ در کتاب کورشنامه گزنفون قابل دسترسی است.
پان ته آ - به لغت ایرانی به معنی نگهبان نیرومند (گرد آفرید) یا نگهبان فرد نیرومند را می‌دهد. اصل یونانی آن، یعنی دارای وحدت وجود با خدا یا تمام مزد… جاودان-پایدار.